# Kavalerovo
Kavalerovo (en russe : Кавале́рово) est une commune urbaine, centre administratif du raïon de Kavalerovo, dans le kraï du Primorié. Située en Extrême-Orient russe, la commune est dans la vallée de la rivière Zerkalnaïa dans la cordillère du Sikhote-Aline. Sa population, en déclin, s'élevait à 13 262 habitants en 2023. Par le passé localité minière, elle souhaite désormais développer le tourisme.

## Géographie

### Situation
La commune urbaine de Kavalerovo se trouve dans le kraï du Primorié, un kraï, dans le sud de l'Extrême-Orient en Russie asiatique. Le sujet est inclus dans le district fédéral extrême-oriental, et Kavalerovo se trouve à 280 km au nord-est de Vladivostok, la capitale du district et du kraï, et à 6 500 km à l'est de Moscou. Kavalerovo est l'une des dix localités du raïon de Kavalerovo, dont Kavalerovo fait aussi de centre administratif.
Kavalerovo se trouve dans le centre-sud-est du kraï du Primorié, dans la cordillère du Sikhote-Aline. La commune est dans la vallée de la rivière Zerkalnaïa, rivière qui la traverse et qui se jette dans la mer du Japon, à l'est. Elle est entourée de montagnes et de forêts, et plus largement, le Primorié fait partie de la Mandchourie-Extérieure.

### Localités limitrophes
Les localités limitrophes sont :
- Au nord se trouve Khroustalny  ;
- À l'ouest se situe Roudni ;
- À l'est se trouvent Sinégorié (est-est-sud) et Gornoretchenski (est).

|        | Khroustalny |                            |
| Roudni | Kavalerovo  | Gornoretchenski, Sinégorié |
|        |             |                            |

### Climat
Le climat de Kavelerovo est un climat tempéré de mousson, avec des hivers assez longs et froids, et des étés modérément chauds et courts. La température moyenne en janvier est de −12,8 °C, la température moyenne en août est de +19,4 °C.

## Histoire
L'histoire du village commence au début du XXe siècle. Dès 1907, l'actuel raïon de Kavalerovo commence à être peuplé par des colons. Dans ce contexte, le soldat à la retraite Fiodor Dmitrievitch Popolitov, originaire du gouvernement de Voronej, et vétéran de la guerre russo-japonaise (1904-1905), reçut l'Ordre militaire du 4e degré. En octobre 1909, il s'installa sur le site actuel de Kavalerovo. Son prix devint la Croix de Saint-Georges (ru), et il était familièrement appelé le Cavalier de Saint-Georges (en russe : георгиевским кавалером, georguievskim kavalerom). Dès avril 1910, de nouveaux colons vinrent s'installer avec lui, et nommèrent l'endroit où vivait Popolitov « Kavalerovski »(« du chevalier »). Ce nom fut approuvé le 13 octobre 1910 (26 octobre dans le calendrier grégorien) par la représentation régionale du Primorié pour les affaires paysannes, instituant la localité.
Au début des années 1920, le conseil de village de Kavalerovski a été créé. Pendant la collectivisation, le kolkhoze « 9 janvier » a été créée à Kavalerovo.
En 1938, Fiodor Popolitov fut réprimé dans le cadre des Grandes Purges, car reconnu comme espion japonais. Il fut exécuté le 22 janvier 1938, et le nom fut changé en Kavalerovo.
Au cours des années 1930 et 1940, des gisements d'étain ont été découverts dans les alentours du village, créant des mines et des usines de traitement. Ainsi ont vu le jour Khroustalny, Lifudzin (désormais Roudni), Ludier (désormais Fabritchny) et Vyssokogorsk. Avec la Seconde Guerre mondiale, l'étain devint un métal stratégique pour le pays. L'exploration minière s'intensifia, avec le développement du village. La population a commencé à croître rapidement, et le village vit de nombreux bâtiments apparaître.
En 1951, le village reçoit le statut de commune urbaine. En 1960, la Maison de la Culture Vladimir Arseniev est fondée.
Par décret du présidium du Soviet suprême de la RSFSR du 3 juin 1954, le raïon de Kavalerovo a été créé, grâce à des territoires du raïon de Tetioukhe, Kavalerovo devenant le centre administratif.
Le développement de ces mines d'étain et l'extraction des gisements étaient réalisés par l'Entreprise 501 créé en 1941 et renommé en 1954 usine d'exploitation minière et de traitement de Khrustalny. Dans les années 1950, plus de la moitié de la population travaillait dans l'usine. L'entreprise, abrégée en KhGOK, était dans les années 1970 et 1980 à son apogée, extrayant un cinquième de l'étain de l'Union soviétique. L'entreprise était modernisée, et voyait même des spécialistes étrangers effectuer des stages.
Mais au début des années 1990, pendant la perestroïka, l'entreprise Khrustalnensky Plant (son nouveau nom) est devenue une société par actions. Mais elle n'a pas pu faire face à la libéralisation, et a fait faillite et a été liquidée. Les mines furent démantelées et inondées, tandis que le chômage s'installa dans la ville. 
La commune urbaine est désormais confrontée à un chômage massif sur fond de désindustrialisation.
En 2019, un nouveau parc a ouvert.
En 2023, il a été annoncé l'allocation de 50 millions de roubles de fonds régionaux pour la création d'un parc d'attraction payant dédié aux mineurs. Selon la région, il devrait permettre d'apporter de l'argent pour la ville. Il s'appellera le parc Gorniatski, et s'inscrit dans le cadre de programmes régionaux pour développer le tourisme.

## Démographie
L'évolution du nombre d'habitants de Kavalerovo est connue grâce aux recensements et estimations de la population effectués dans la localité depuis 1915. Le premier recensement est celui, soviétique, de 1926. Au total, Kavalerovo a connu huit recensements entre 1926 et 2021, pour le dernier.
La commune a connu une forte croissance démographique entre 1926 et 1989, passant de 245 habitants à 19 336 habitants. Mais depuis, la population est en constante baisse, avec selon les estimations de 2023 plus que 13 262 habitants.
Recensements (*) et estimations de la population,:
| 1915 | 1926* | 1959*  | 1970*  | 1979*  | 1989*  |
| ---- | ----- | ------ | ------ | ------ | ------ |
| 240  | 245   | 11 875 | 16 415 | 20 083 | 19 336 |

| 2002*  | 2010*  | 2012   | 2013   | 2014   | 2015   |
| ------ | ------ | ------ | ------ | ------ | ------ |
| 17 358 | 15 381 | 15 227 | 15 087 | 14 916 | 14 659 |

| 2016   | 2017   | 2018   | 2019   | 2020   | 2021*  |
| ------ | ------ | ------ | ------ | ------ | ------ |
| 14 614 | 14 525 | 14 437 | 14 259 | 14 155 | 13 494 |

| 2023   | - | - | - | - | - |
| ------ | - | - | - | - | - |
| 13 262 | - | - | - | - | - |

## Économie et transports
Kavalerovo possède aujourd'hui un petit secteur touristiques, avec des hôtels et autres infrastructures dédiées aux touristes.
Concernant les transports, Kavalerovo est desservie par la route régionale 05N-100, route qui relie Roudnaïa Pristan (à l'est) à la route fédérale A370 à la hauteur d'Ossinovka. La route A370 relie au nord Khabarovsk et au sud Vladivostok. Sinon, il y a une route, la 05N-131 qui commence à Kavalerovo, vers Olga et Nakhodka. Il y a par ailleurs depuis la 05N-131 peu après la sortie orientale du village, la 05K-133 vers Oustinovka et Zerkalnoïe. 
Kavalerovo possède son propre aéroport (ru) (code IATA : KVR • code OACI : UHWK), avec un terminal et une tour de contrôle rénovés en 2016. En 2017, un hangar a été construit pour les hélicoptères médiaux. En 2017, il a enregistré 10 686 passagers, et l y a des vols réguliers vers l'aéroport de Vladivostok et l'aéroport de Khabarovsk.
En termes de transports en commun, des bus et minibus circulent à l'intérieur du village. Kavalerovo possède une gare routière, de laquelle part des bus vers Vladivostok, Dalnegorsk, Oussouriïsk, Lessozavodsk, Vyssokogorsk, Khroustalny, Kirovski, Olga, Spassk-Dalni et Terneï.

## Culture et sites touristiques

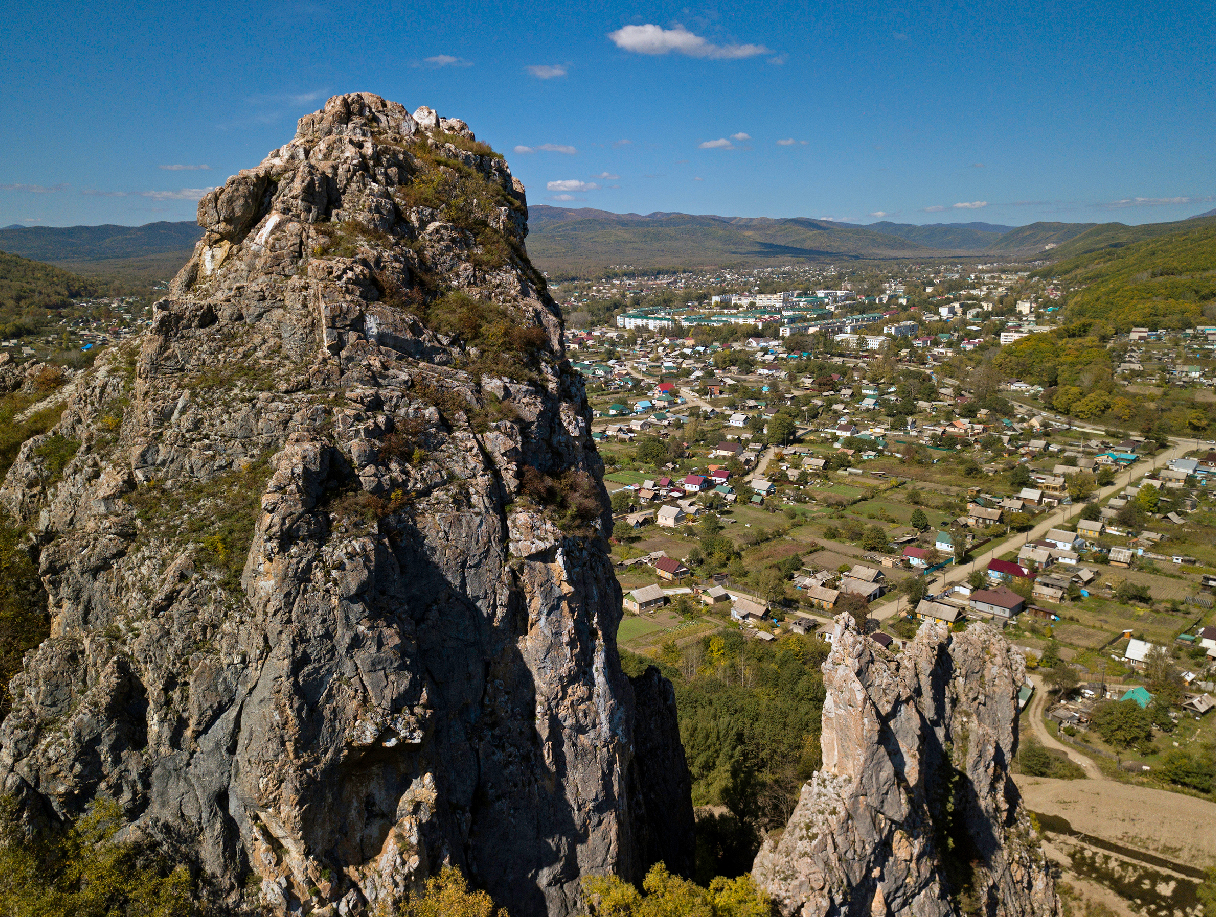
Rocher de Dersou et vue sur Kavalerovo.

Kavalerovo compte plusieurs sites culturels. Il y a le cinéma Russie, le musée régional des traditions locales, la maison de la culture, le parc de culture et de loisirs. En monuments, on compte le mémorial de la Seconde Guerre mondiale, le monument à Lénine et la stèle « Gloire aux mineurs ». Le musée régional des traditions locales a une exposition sur l'entreprise Khrustalnensky qui a fait longtemps vivre la communauté.
Dans le sud du village, se situe le rocher « Dersou », nommée en l'honneur de Dersou Ouzala, l'ami de Vladimir Arseniev. Il est une des cartes postales du raïon de Kavalerovo, et c'est une paroi verticale de plus de 120 m de haut, sur la rive de la rivière Zerkalnaïa. Il est un des quatre monuments naturels du raïon, et en contrebas se trouve une forêt avec de nombreuses fleurs au printemps (anémones, adonis de printemps, primevères). C'est sous ce rocher que Vladimir Arseniev et Dersou Ouzala se sont rencontrés, d'où le nom.
Près du village se trouve aussi la grotte des grillons, aussi un monument naturel depuis le 29 janvier 1991, qui doit son nom à l'abondance de sauterelles cavernicoles à l'intérieur. Elle fut découverte en 1974 par Ie.I. Kalnitski, et c'est une grotte de 59 m de long de 3–4 m de large, et de 4–5 m de haut. V.A. Tatarnikov y a mené des recherches archéologiques en 1975, avec les fouilles permettant de découvrir de nombreux fragments de poterie, des bijoux en os et en fer, datant des XIIe – XIIIe siècles.
Concernant la religion, une paroisse fut fondée au moment de l'effondrement de l'URSS. La première église, dédiée au prophète Jean-Baptiste, a été consacrée et enregistrée par l'État le 7 décembre 1992. Mais au début des années 2000, elle fut transférée à l'abbé pour y être hébergé. En retour, une nouvelle église en brique a été construite, l'église des porteurs de la passion royale. Elle fut consacrée après son achèvement le 2 juin 2002. En septembre 2004, un clocher fut construit. Dès août 2005, l'église avait une auberge et une école du dimanche. En mars 2012, l'église a été agrandie, et dix nouvelles cloches ont été installées en décembre 2011 en provenance de Mourmansk. Le bâtiment religieux fait partie de l'éparchie d'Arseniev (ru) de la métropole du Primorié (ru) de l'Église orthodoxe russe.

## Galerie

Kavalerovo (sélection) :
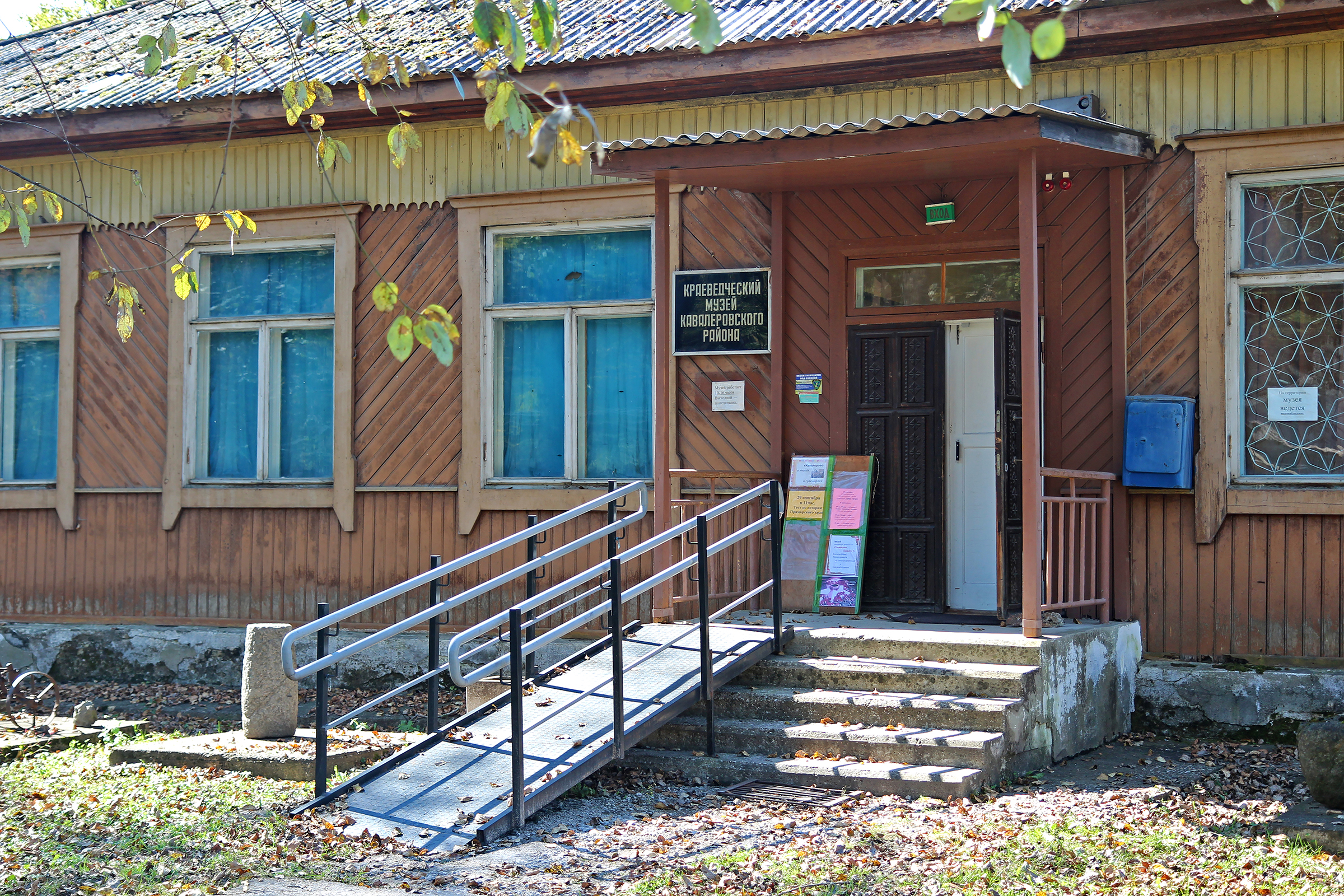
Muséum des traditions locales de Kavalerovo.
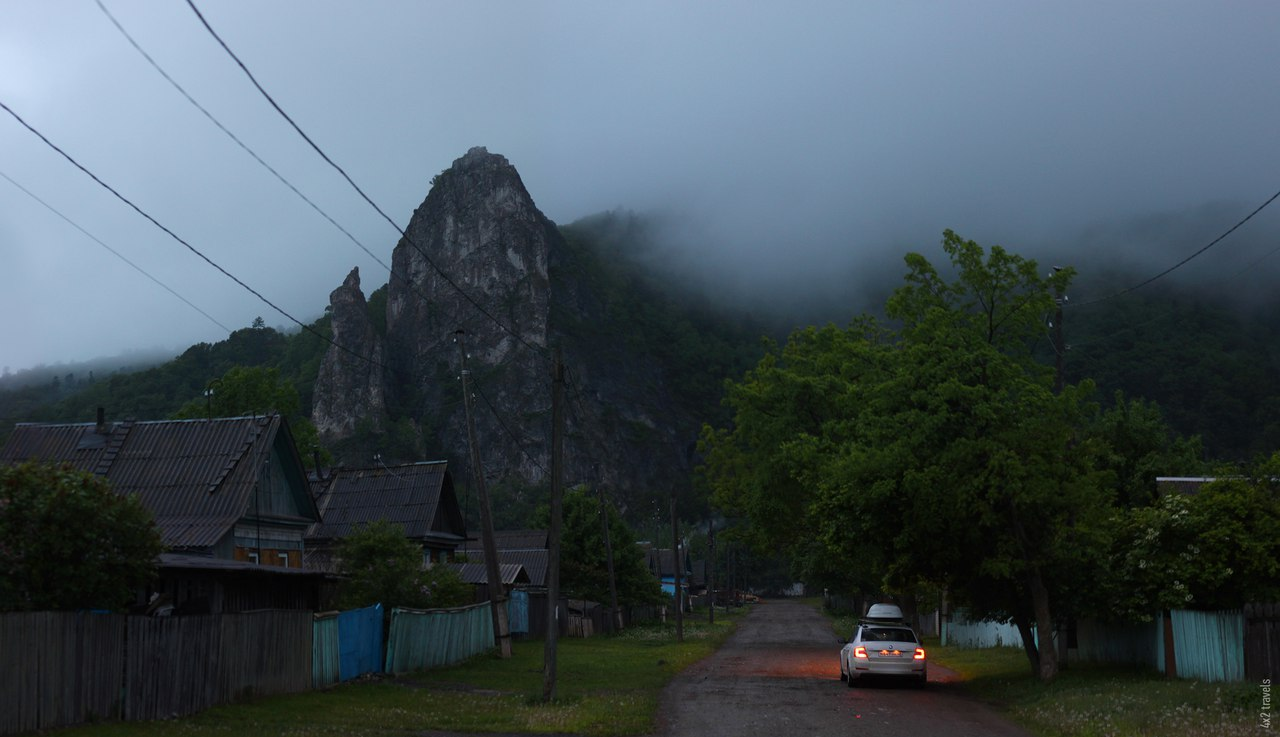
Rocher de Dersou.
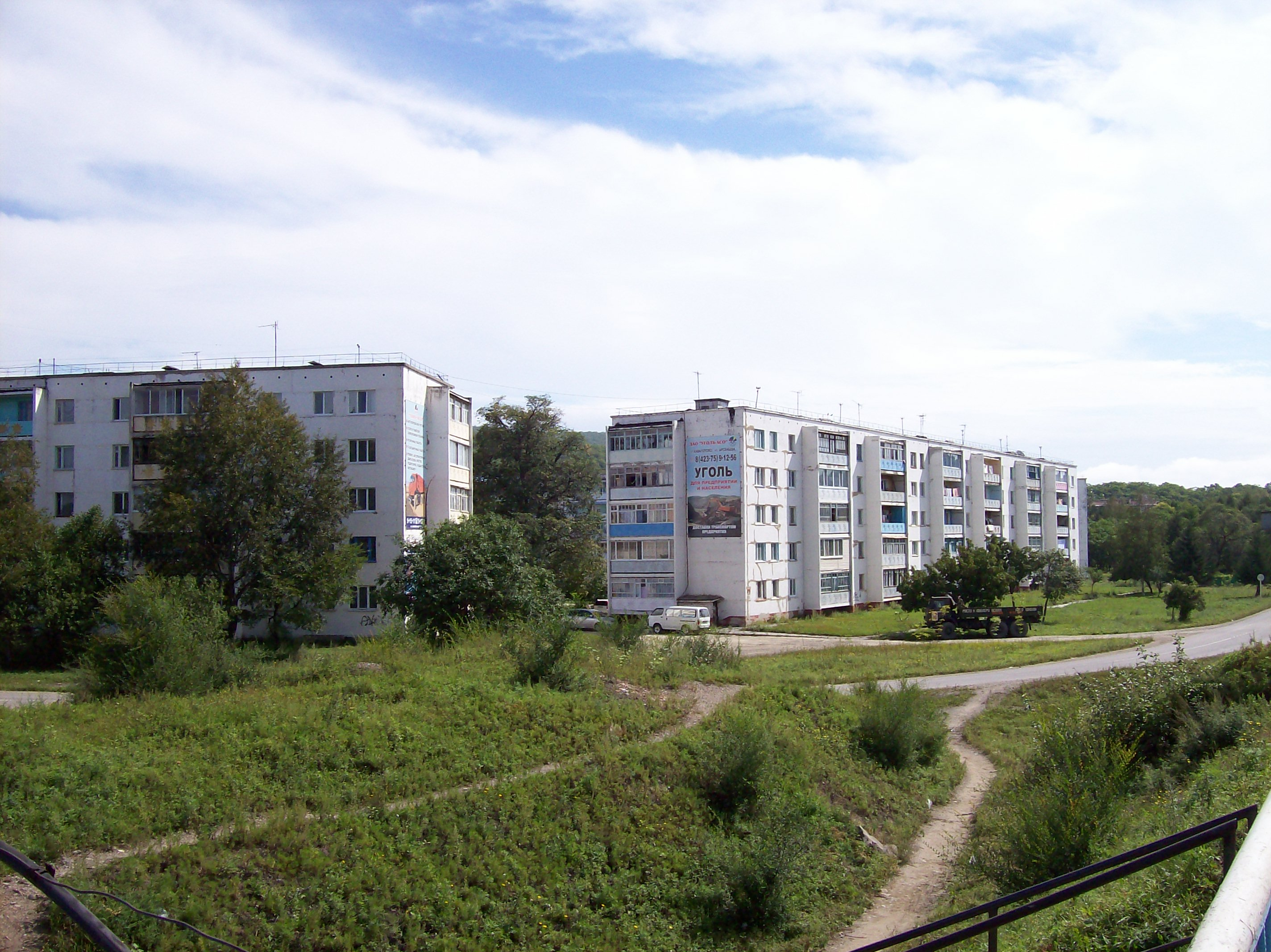
Immeubles à Kavalerovo.
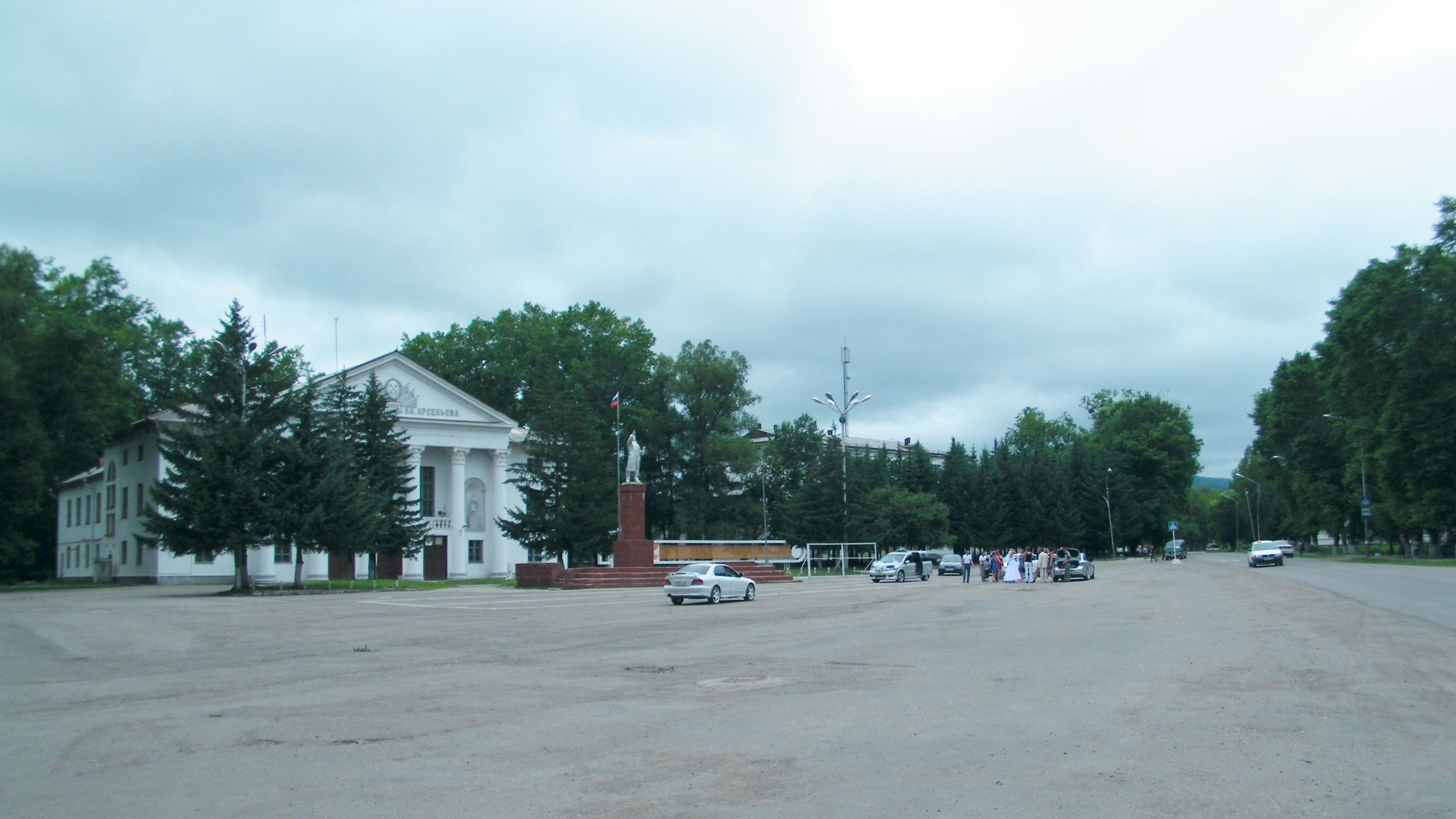
Maison de la culture et monument à Lénine.